# Љути рокенрол
Љути рокенрол је  компилацијски албум српског и југословенског рок бенда Рибља чорба.  Објављен је 2000. године под окриљем издавачке куће East Records, а на њему се налази двадесет песама.

## Листа песама
| №   | Назив                     | Трајање |  |
| 1.  | Правила, правила          |         |  |
| 2.  | Свирао је Дејвид Бови     |         |  |
| 3.  | Луд 100%                  |         |  |
| 4.  | Око мене                  |         |  |
| 5.  | Задњи воз за Чачак        |         |  |
| 6.  | Превара                   |         |  |
| 7.  | Ал Капоне                 |         |  |
| 8.  | Члан мафије               |         |  |
| 9.  | Кад сам био млад          |         |  |
| 10. | Амин                      |         |  |
| 11. | Врло, врло задовољан тип  |         |  |
| 12. | Одлазак у град            |         |  |
| 13. | Прича о Жики Живцу        |         |  |
| 14. | Казабланка                |         |  |
| 15. | Ја сам се ложио на тебе   |         |  |
| 16. | Ево ти за такси           |         |  |
| 17. | Лутка са насловне стране  |         |  |
| 18. | Остани ђубре до краја     |         |  |
| 19. | Тамна је ноћ              |         |  |
| 20. | Погледај дом свој, анђеле |         |  |